# 1948年理塘地震
理塘地震是指1948年5月25日发生于理塘的一场地震。该次地震震中位于29°30′N 100°30′E / 29.5°N 100.5°E，震级为M7.2级。地震使山河崩裂，房屋倒塌600余幢，损坏1000余幢，压死埋没800余人，伤数百人，死牲畜800余头。